# Lanrivain
Lanrivain (en bretón, Larruen) es una comuna francesa, situada en el departamento de Côtes-d'Armor, en la región de Bretaña.

## Demografía
| 960 | 882 | 761 | 638 | 510 | 524 | 441 |
| Para los censos de 1962 a 1999 la población legal corresponde a la población sin duplicidades (Fuente: INSEE [Consultar]) |     |     |     |     |     |     |